# Katolická církev v Ugandě
Katolická církev v Ugandě je křesťanské společenství v jednotě s papežem. Ke katolicismu se v Ugandě hlásí asi 13,6 miliónu obyvatel, tzn. asi 42% populace.

## Historie
Do Ugandy přišli bílí otcové v roce 1879. V následujících letech bylo křesťanství pronásledováno ze strany státu a o život přišla asi stovka křesťanů, z toho 22 ugandských mučedníků, kteří byli beatifikováni v roce 1920 a svatořečeni v roce 1964. V roce 1973 byl v Namugongu postaven podle plánu Justa Dahindena jim zasvěcený kostel, který se stal významným poutním místem. V roce 1993 vznikla ve Nkozi katolická univerzita s názvem Uganda Martyrs University.

## Církevní struktura
V Ugandě jsou 4 metropolitní diecéze, mezi něž je rozděleno dalších 15 sufragánních diecézí. Jde o následující:
- Arcidiecéze Gulu
  - Diecéze Arua
  - Diecéze Lira
  - Diecéze Nebbi
- Arcidiecéze Kampala
  - Diecéze Kasana–Luwero
  - Diecéze Kiyinda–Mityana
  - Diecéze Lugazi
  - Diecéze Masaka
- Arcidiecéze Mbarara
  - Diecéze Fort Portal
  - Diecéze Hoima
  - Diecéze Kabale
  - Diecéze Kasese
- Arcidiecéze Tororo
  - Diecéze Jinja
  - Diecéze Kotido
  - Diecéze Moroto
  - Diecéze Soroti

## Biskupská konference
Všichni katoličtí biskupové v zemi jsou členy Ugandské biskupské konference (Uganda Episcopal Conference, UEC).

## Nunciatura
Svatý stolec je v Ugandě reprezentován apoštolským nunciem, který sídlí v havním města země Kampale. Nyní tuto funkci zastává Michael August Blume.